# ماكسيميليان شوستر
ماكسيميليان شوستر (بالألمانية: Maximilian Schuster)‏ هو لاعب كرة قدم ألماني، ولد في 29 يوليو 1998 في ألمانيا. لعب مع نادي ليفيرينج.

## وصلات خارجية
- ماكسيميليان شوستر على موقع قاعدة بيانات كرة القدم.إي يو (الإنجليزية)
- ماكسيميليان شوستر على موقع Soccerway.com (الإنجليزية)
- ماكسيميليان شوستر على موقع عالم كرة القدم.نت (الإنجليزية)